# Doi Nang Non
Doi Nang Non (in thailandese: ดอยนางนอน, dɔ̄ːj nāːŋ nɔ̄ːn, lett. "montagna della ragazza dormiente") è una catena di montagne degli altopiani tailandesi nella provincia di Chiang Rai, in Thailandia. È una formazione carsica con numerose cascate e grotte che emergono a sud della catena di Daen Lao. Parte dell'area è gestita dal parco forestale Tham Luang-Khun Nam Nang.

## Grotte
- Tham Luang Nang Non
- Khun Nam Nang Non